# 1561 a tudományban
Az 1561. év a tudományban és a technikában.

## Építészet
- felépül a moszkvai Boldog Vazul-székesegyház

## Publikációk
- Gabriele Fallopius kiadja anatómiai tanulmányát, az Observationes anatomicae-t

## Születések
- január 6. - Thomas Fincke fizikus, matematikus († 1656)
- január 22. – Francis Bacon brit filozófus, a modern tudományos kutatások megalapozója († 1626)
- szeptember 29. - Adriaan van Roomen matematikus († 1615)
- Henry Briggs matematikus († 1630)